# Phylloicus fenestratus
Phylloicus fenestratus är en nattsländeart som beskrevs av Oliver S. Flint Jr. 1974. Phylloicus fenestratus ingår i släktet Phylloicus och familjen Calamoceratidae. Inga underarter finns listade i Catalogue of Life.